# Удорцы
Удо́рцы (коми удорасаяс) — этнографическая группа коми. 
Проживают в районах верхнего течения реки Мезень и её притока Вашка — в Удорском районе Республики Коми. 
Удорцы как этнографическая группа оформилась к XVIII — XIX векам. Начало заселения Удоры коми населением из района нижней Вычегды относится к XIII веку. Сперва коми освоили верховья Вашки, а с конца XVI века — и верховья Мезени (ранее используя последнее только для промыслов). Вашкинские удорцы имели более тесные контакты с западно-финским (древневепским) населением, а мезенские удорцы — с соседними русскими и ненцами, что различало их. В течение XVII — XIX веков верхнемезенские и верхневашкинские коми оформились в единую удорскую этнографическую общность коми.
Удорский диалект коми-зырянского языка имеет прибалтийско-финское, самодийское и русское влияние.
Антропологически присущ европеоидный беломорский и восточно-балтийский типы.
В хозяйственной деятельности высока роль занятий охотой и рыболовством, также характерно стало оленеводство, земледелие, лесозаготовки.